# Estación Valcheta
Valcheta es una estación de ferrocarril ubicada en la localidad del mismo nombre, Departamento Valcheta, Provincia de Río Negro, Argentina.

## Ubicación
Se encuentra a 120 km de la ciudad de San Antonio Oeste, y a 295 km de la ciudad de Viedma.

## Servicios
Por sus vías transitan formaciones de cargas y de pasajeros de la empresa Tren Patagónico S.A.. Cuenta con parada para los servicios de pasajeros tanto en sentido ascendente como descendente del Tren Patagónico.

## Galería

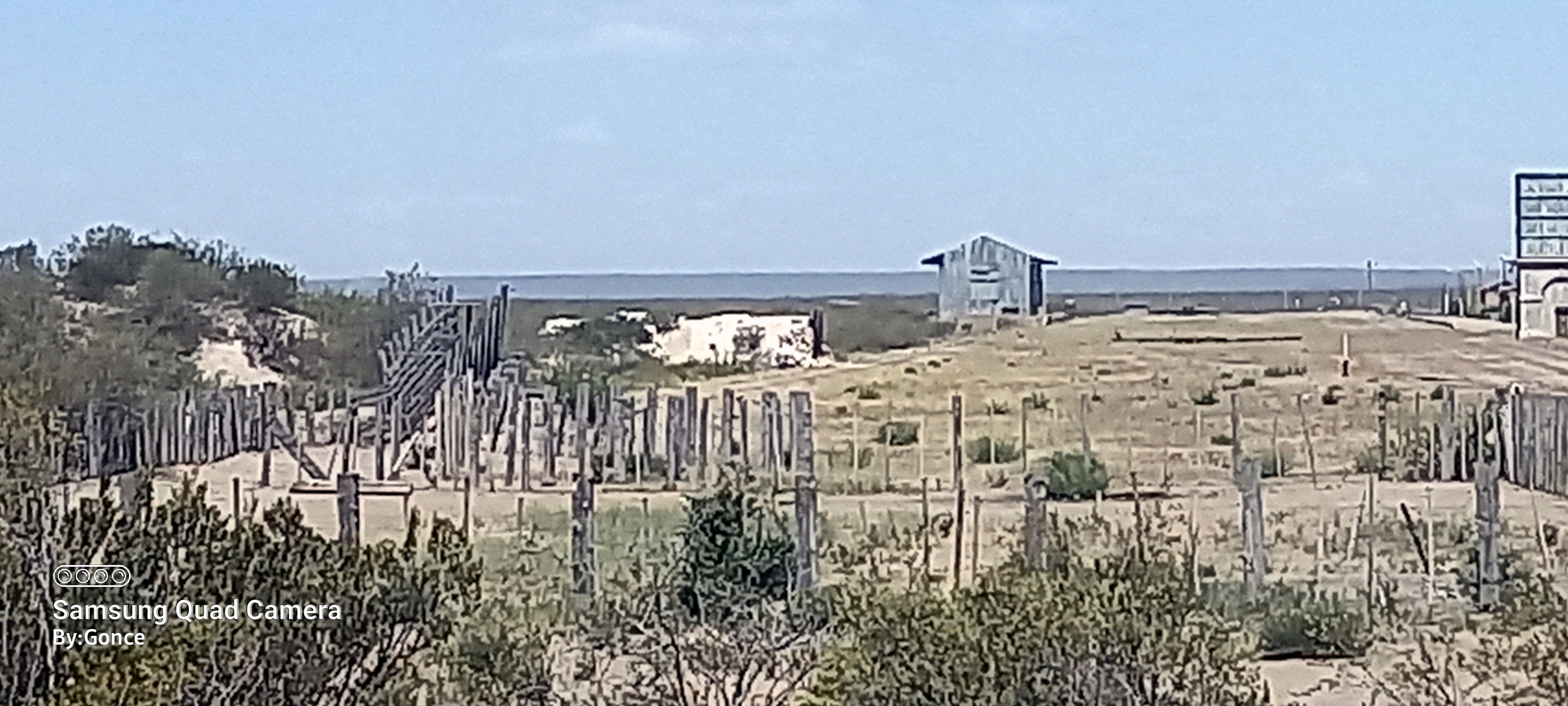
Varias instalaciones ferroviarias preservadas
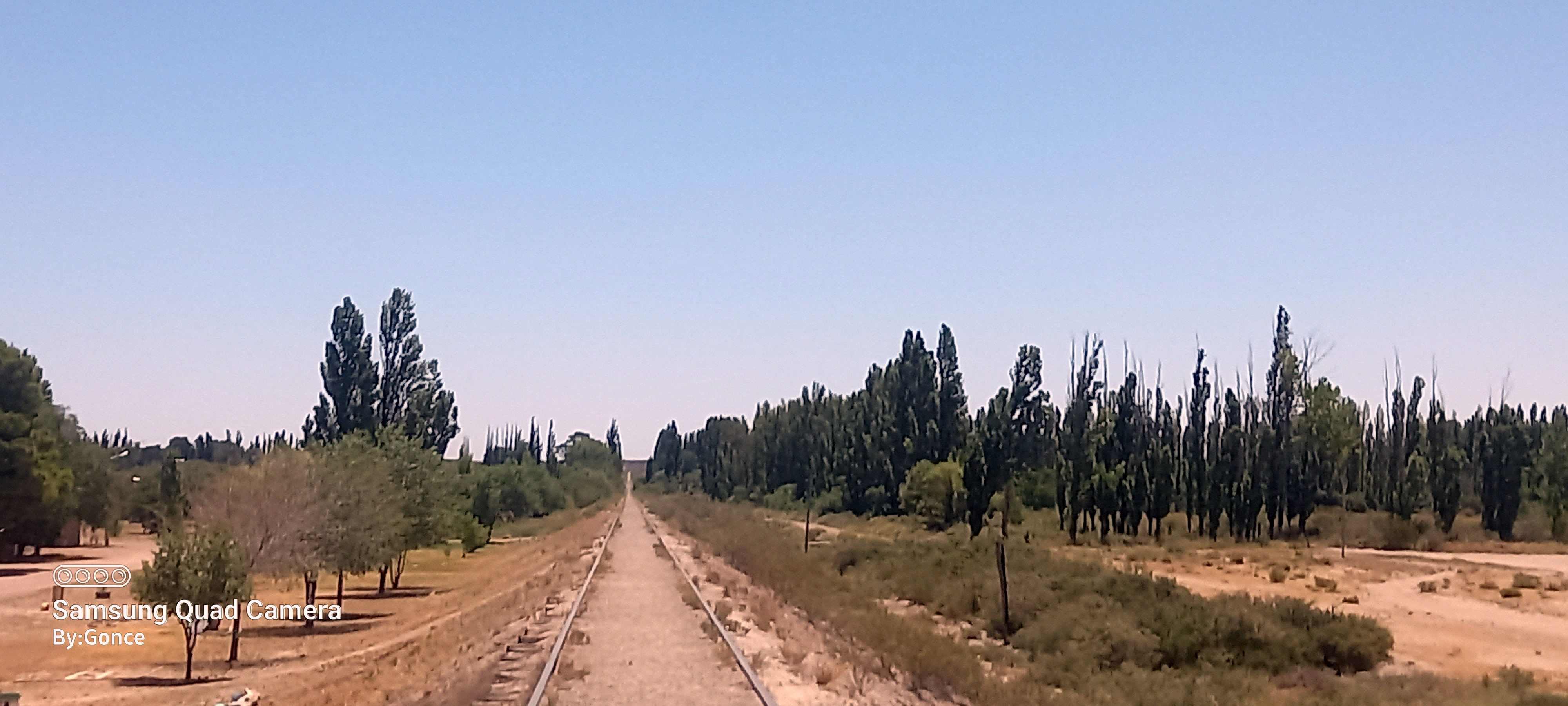
Vías tras pasar la estación rumbo al arroyo Valcheta.
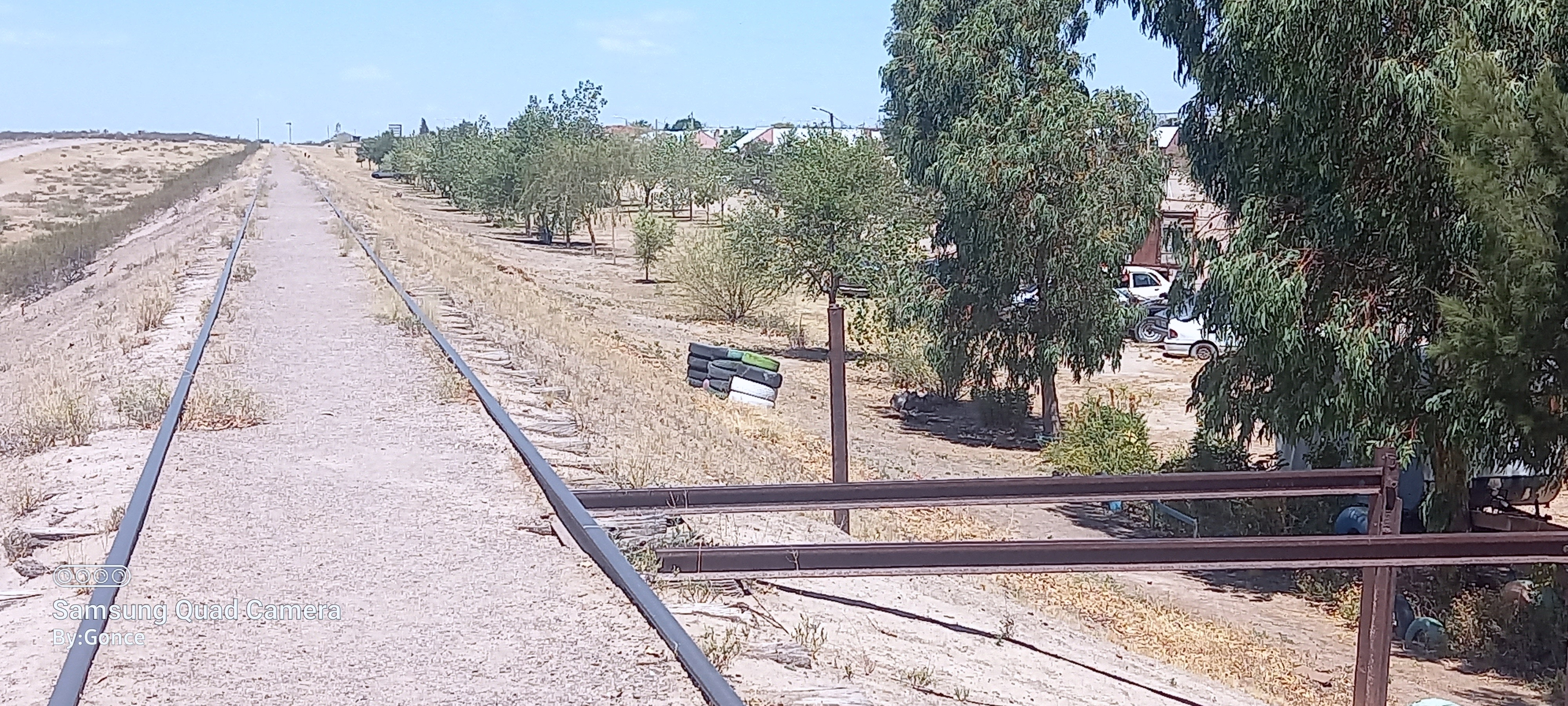
Rampas de vías pasando la estación. Nótese la elevación del terraplén.
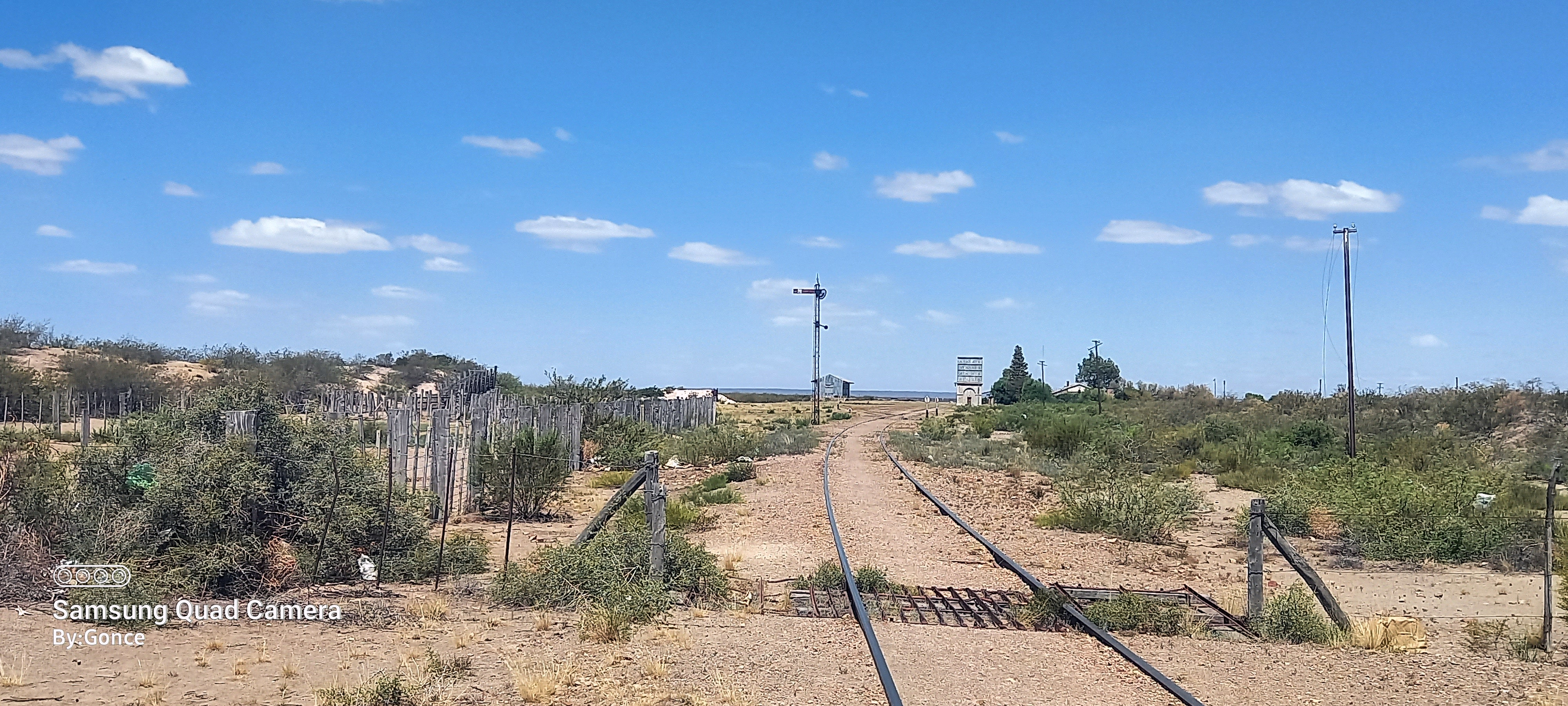
Gran parte de las instalaciones ferroviarias de la estación.